# Division 1 2005-2006 (calcio a 5)
La Division 1 2005-2006 è stata la 15ª edizione della massima serie del campionato belga di calcio a 5. Organizzata dalla URBSFA/KBVB, la stagione regolare è iniziata il 2 settembre 2005 e si è conclusa il 5 maggio 2005, prolungandosi fino al 19 maggio con la disputa dei play-off. La competizione è stata vinta per la settima volta dall'Action 21.

## Stagione regolare

### Classifica
|                   | Pos. | Squadra            | Pt | G  | V  | N | P  | GF  | GS  | DR   |
| ----------------- | ---- | ------------------ | -- | -- | -- | - | -- | --- | --- | ---- |
| Belgio (bandiera) | 1.   | Action 21          | 67 | 26 | 21 | 4 | 1  | 185 | 62  | +123 |
|                   | 2.   | MB Morlanwelz      | 62 | 26 | 19 | 5 | 2  | 166 | 65  | +101 |
|                   | 3.   | GDL Châtelet       | 58 | 26 | 18 | 4 | 4  | 120 | 65  | +55  |
|                   | 4.   | Forcom Anversa     | 52 | 26 | 17 | 1 | 8  | 152 | 84  | +68  |
|                   | 5.   | Borgerhout         | 47 | 26 | 15 | 2 | 9  | 100 | 85  | +15  |
|                   | 6.   | Hasselt            | 42 | 26 | 12 | 6 | 8  | 108 | 113 | -5   |
|                   | 7.   | Houthalen-Genk     | 41 | 26 | 12 | 5 | 9  | 115 | 104 | +11  |
|                   | 8.   | Lommel             | 40 | 26 | 12 | 4 | 10 | 102 | 88  | +14  |
|                   | 9.   | Edegem             | 29 | 26 | 9  | 2 | 15 | 72  | 88  | -16  |
|                   | 10.  | Junkie's Frameries | 26 | 26 | 8  | 2 | 16 | 91  | 116 | -25  |
|                   | 11.  | ONU Seraing        | 24 | 26 | 7  | 3 | 16 | 108 | 145 | -37  |
|                   | 12.  | Brussels Utd       | 17 | 26 | 5  | 2 | 19 | 49  | 141 | -92  |
|                   | 13.  | Koninksem          | 13 | 26 | 4  | 1 | 21 | 67  | 181 | -114 |
|                   | 14.  | Arenberg Enghien   | 7  | 26 | 2  | 1 | 23 | 78  | 176 | -98  |

### Verdetti
- Action 21 campione del Belgio 2005-06 e qualificato alla Coppa UEFA.
- Arenberg Enghien e Koninksem retrocessi in Division 2 2006-07.

## Play-off

### Semifinali

#### Andata
| 10 maggio 2006                                                                                         | GDL Châtelet | 4 – 4 (3-1) referto                   | MB Morlanwelz |  |
| Vanderlei 6’ Aabbassi 13’ Laarissi 15’ Neukermans 25’ Marcatori 4’ Ricardo 26’ , 27’ Liliu 37’ Betinho |              |                                       |               |  |
| |              |                                       |               |  |
| Vanderlei 6’ Aabbassi 13’ Laarissi 15’ Neukermans 25’                                                  | Marcatori    | 4’ Ricardo 26’, 27’ Liliu 37’ Betinho |               |  |

| 10 maggio 2006                                                                 | Forcom Anversa | 3 – 2 (2-1) referto               | Action 21 |  |
| Bali 18’ , 19’ Bachar 29’ ( rig. ) Marcatori 4’ Chico Paulista 33’ Júlio César |                |                                   |           |  |
|                                                                                |                |                                   |           |  |
| Bali 18’, 19’ Bachar 29’ (rig.)                                                | Marcatori      | 4’ Chico Paulista 33’ Júlio César |           |  |

#### Ritorno
| 12 maggio 2006                                                                             | MB Morlanwelz | 5 – 2 (1-0) referto       | GDL Châtelet |  |
| Betinho 16’ , 30’ Aluízio 22’ Liliu 26’ Ricardo 34’ Marcatori 25’ , 27’ ( rig. ) Vanderlei |               |                           |              |  |
|                                                                                            |               |                           |              |  |
| Betinho 16’, 30’ Aluízio 22’ Liliu 26’ Ricardo 34’                                         | Marcatori     | 25’, 27’ (rig.) Vanderlei |              |  |

| 12 maggio 2006                                                                            | Action 21 | 6 – 1 (1-0) referto | Forcom Anversa |  |
| Rosa 4’ , 13’ Davi 6’ Pauly 30’ Chico Paulista 32’ Alex 37’ ( t.l. ) Marcatori 38’ Harram |           |                     |                |  |
|                                                                                           |           |                     |                |  |
| Rosa 4’, 13’ Davi 6’ Pauly 30’ Chico Paulista 32’ Alex 37’ (t.l.)                         | Marcatori | 38’ Harram          |                |  |

### Finale

#### Andata
| 17 maggio 2006                                                                              | MB Morlanwelz | 2 – 6 (1-3) referto                                      | Action 21 |  |
| Ricardo 8’ Betinho 40’ Marcatori 3’ , 4’ , 34’ Alex 11’ Robinho 30’ Chico Paulista 39’ Rosa |               |                                                          |           |  |
|                                                                                             |               |                                                          |           |  |
| Ricardo 8’ Betinho 40’                                                                      | Marcatori     | 3’, 4’, 34’ Alex 11’ Robinho 30’ Chico Paulista 39’ Rosa |           |  |

#### Ritorno
| 19 maggio 2006                                                                                                  | Action 21 | 7 – 2 (3-1) referto   | MB Morlanwelz |  |
| Júlio César 11’ Pauly 14’ , 27’ Alex 17’ , 33’ Carnoli 21’ ( aut. ) Robinho 40’ Marcatori 18’ Ricardo 36’ Jacob |           |                       |               |  |
| |           |                       |               |  |
| Júlio César 11’ Pauly 14’, 27’ Alex 17’, 33’ Carnoli 21’ (aut.) Robinho 40’                                     | Marcatori | 18’ Ricardo 36’ Jacob |               |  |